# Nudaria mundana
Nudaria mundana là một loài bướm đêm thuộc phân họ Arctiinae, họ Erebidae. Nó được tìm thấy ở châu Âu và Anatolia.
|  |

Sải cánh dài 19–23 mm. Chiều dài cánh trước là 10–12 mm. Con trưởng thành bay từ tháng 6 đến tháng 8 tùy theo địa điểm.
Ấu trùng ăn địa y và các loại rêu khác.

## Hình ảnh

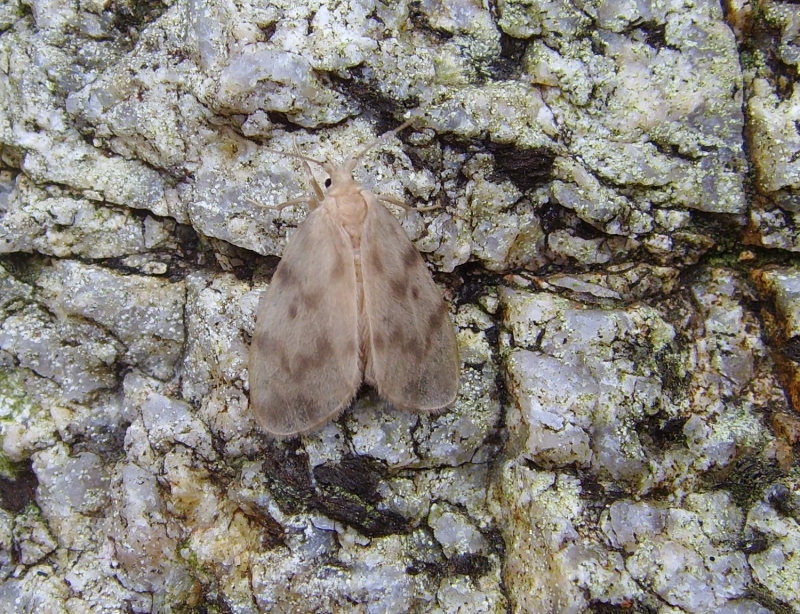
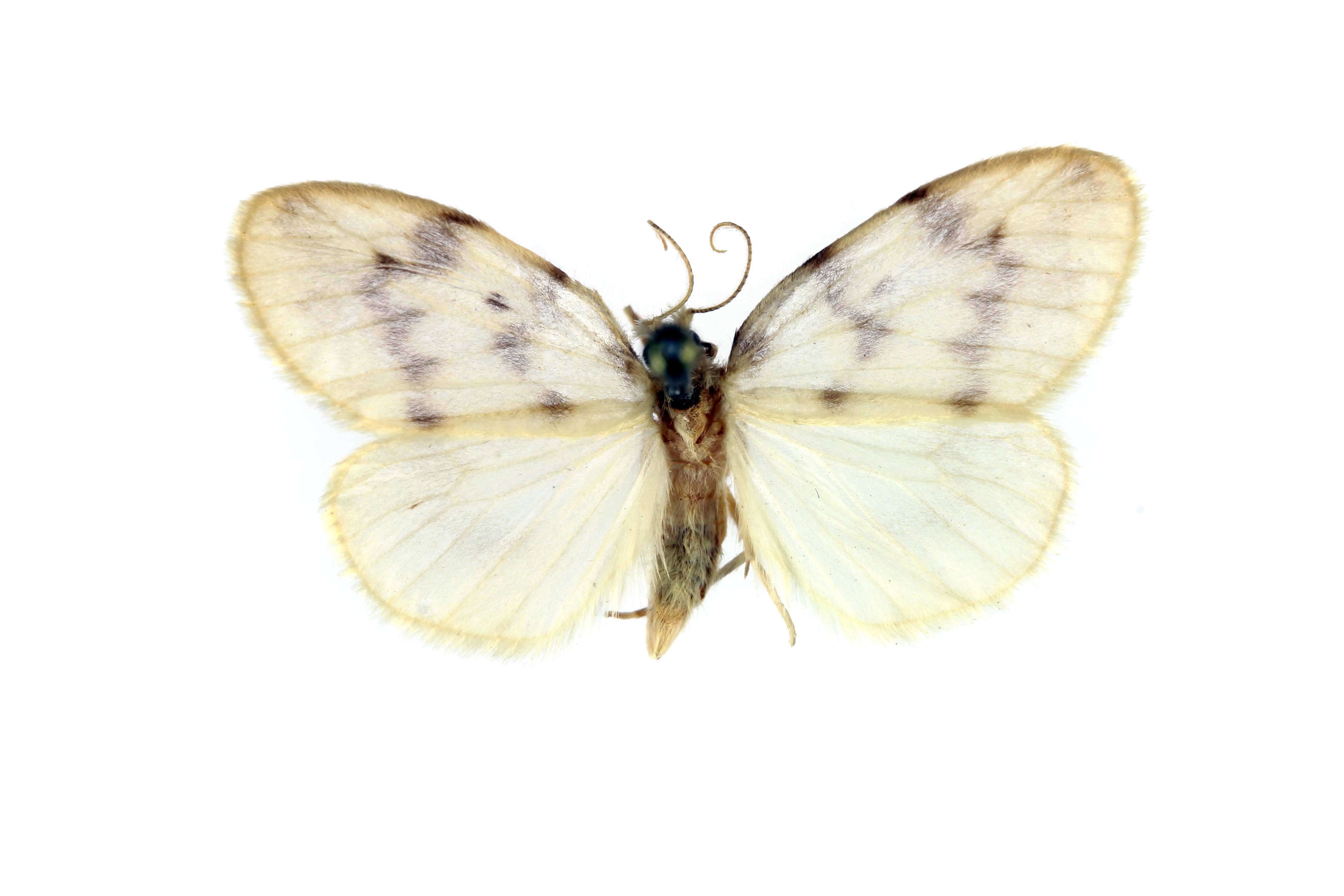
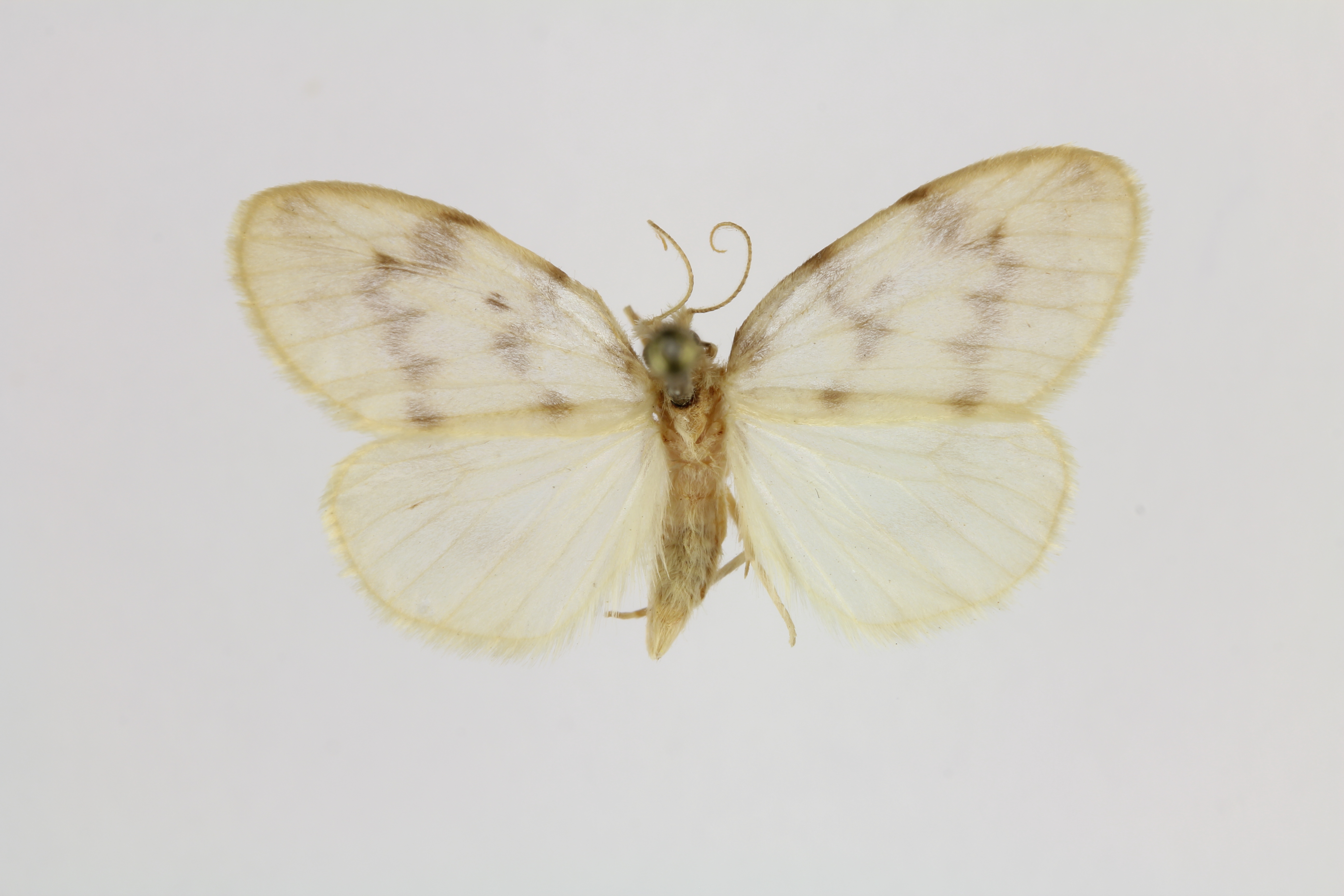